# Calliephialtes mattai
Calliephialtes mattai är en stekelart som beskrevs av Porter 1979. Calliephialtes mattai ingår i släktet Calliephialtes och familjen brokparasitsteklar. Inga underarter finns listade.